# Eucerotoma
Eucerotoma is een geslacht van kevers uit de familie bladkevers (Chrysomelidae).
De wetenschappelijke naam van het geslacht werd in 1939 gepubliceerd door Laboissiere.

## Soorten
- Eucerotoma alternata (Baly, 1866)
- Eucerotoma amazona (Baly, 1866)
- Eucerotoma boliviana Bechyne, 1956
- Eucerotoma capitata Bechyne, 1956
- Eucerotoma congener (Baly, 1866)
- Eucerotoma contubernails (Baly, 1866)
- Eucerotoma decemguttata (Weise, 1921)
- Eucerotoma degandei (Baly, 1866)
- Eucerotoma excavata (Baly, 1866)
- Eucerotoma huallagensis Bechyne, 1951
- Eucerotoma mapiriensis (Bechyne, 1956)
- Eucerotoma obsoleta (Weise, 1921)
- Eucerotoma octopunctata (Bechyne, 1956)
- Eucerotoma perplexa (Baly, 1866)
- Eucerotoma pulchra (Baly, 1866)
- Eucerotoma septemmaculata (Weise, 1921)
- Eucerotoma timothea (Bechyne, 1956)
- Eucerotoma transversofasciata (Baly, 1866)
- Eucerotoma varicornis (Fabricius, 1801)
- Eucerotoma xanthopus (Perty, 1832)